# I-League 2017-18
I-League 2017–18 là mùa giải thứ 11 của I-League. Aizawl là đương kim vô địch. NEROCA là đội thăng hạng từ I-League 2nd Division 2016–17. Mùa giải khởi tranh từ ngày 25 tháng 11 năm 2017.

## Đội bóng
Liên đoàn bóng đá Ấn Độ mời quyền đấu thầu cho các đội bóng mới ngày 21 tháng 7 năm 2017 từ Bengaluru, Mumbai, New Delhi, Ranchi, Jaipur, Jodhpur, Bhopal, Lucknow, Ahmedabad, Malappuram và Trivandrum, cùng với những khu vực khác.
Ngày 20 tháng 9 sau vòng mời đăng cai thứ hai, Ủy ban Đánh giá Đầu thầu quyết định nhóm Sree Gokulam được quyền cho đội bóng thi đấu ở Hero I-League 2017–18 từ Kozhikode, Kerala. Bengaluru FC đấu thầy thành công một vị trí ở Indian Super League 2017–18 nên không nằm trong I-League. NEROCA F.C. thăng hạng từ I-League 2016–17 2nd Division. Sau khi đăng cai Giải vô địch bóng đá U-17 thế giới thành công, AIFF cho phép Indian Arrows tham dự I-League.

### Sân vận động và địa điểm
Ghi chú: Bảng liệt kê theo thứ tự bảng chữ cái.
| Đội bóng           | Địa điểm                       | Sân vận động                                                   | Sức chứa |
| ------------------ | ------------------------------ | -------------------------------------------------------------- | -------- |
| Aizawl             | Aizawl, Mizoram                | Sân vận động Rajiv Gandhi                                      | 20.000   |
| Chennai City       | Coimbatore, Tamil Nadu         | Sân vận động Jawaharlal Nehru, Coimbatore                      | 30.000   |
| Churchill Brothers | Salcete, Goa                   | Sân vận động Tilak Maidan                                      | 6.000    |
| East Bengal        | Kolkata, Tây Bengal            | Sân vận động Salt Lake Sân vận động Barasat                    | 66.000   |
| East Bengal        | Kolkata, Tây Bengal            | Sân vận động Salt Lake Sân vận động Barasat                    | 22.000   |
| Indian Arrows      | Delhi, New Delhi Bambolim, Goa | Sân vận động Ambedkar Sân vận động Điền kinh Bambolim GMC      | 35.000   |
| Indian Arrows      | Delhi, New Delhi Bambolim, Goa | Sân vận động Ambedkar Sân vận động Điền kinh Bambolim GMC      | 6.500    |
| Gokulam Kerala     | Kozhikode, Kerala              | Sân vận động EMS                                               | 54.000   |
| Minerva Punjab     | Ludhiana, Punjab               | Sân vận động Guru Nanak                                        | 15.000   |
| Mohun Bagan        | Kolkata, Tây Bengal            | Sân vận động Salt Lake Sân vận động Barasat Mohun Bagan Ground | 66.687   |
| Mohun Bagan        | Kolkata, Tây Bengal            | Sân vận động Salt Lake Sân vận động Barasat Mohun Bagan Ground | 22.000   |
| Mohun Bagan        | Kolkata, Tây Bengal            | Sân vận động Salt Lake Sân vận động Barasat Mohun Bagan Ground | 22.000   |
| NEROCA             | Imphal, Manipur                | Sân vận động chính Khuman Lampak                               | 30.000   |
| Shillong Lajong    | Shillong, Meghalaya            | Sân vận động Jawaharlal Nehru                                  | 30.000   |

### Nhân sự và trang phục thi đấu
| Đội bóng           | Huấn luyện viên trưởng | Nhà sản xuất trang phục thi đấu | Nhà tài trợ áo đấu      |
| ------------------ | ---------------------- | ------------------------------- | ----------------------- |
| Aizawl             | Santosh Kashyap        | Vamos                           | NE Consultancy Services |
| Chennai City       | V Soundararajan        | Counter Sports                  | Không có                |
| Churchill Brothers | Joseph Afusi           | Faisports                       | Churchill Group         |
| East Bengal        | Khalid Jamil           | PERF                            | Kingfisher              |
| Gokulam Kerala     | Bino George            | Kaizen sports                   | Aachi Group             |
| Indian Arrows      | Luís Norton de Matos   | Nike                            | Không có                |
| Minerva Punjab     | Khogen Singh           | Astro                           | Apollo Tyres            |
| Mohun Bagan        | Shankarlal Chakraborty | Shiv Naresh                     | Nilkamal                |
| NEROCA             | Gift Raikhan           | Vector X                        | Classic Group of Hotels |
| Shillong Lajong    | Alison Kharsyntiew     | Nivia Sports                    | Không có                |

### Cầu thủ nước ngoài
Ngày 2 tháng 8 năm 2017 Liên đoàn bóng đá Ấn Độ thông báo rằng, số cầu thủ nước ngoài ở mỗi câu lạc bộ I-League tối đa là 6, trong đó có 2 cầu thủ sinh ở châu Á hoặc đã đăng kí với AFC.
| Aizawl (6)                                                                                            | Chennai City (5)                                                                                | Churchill Brothers (6)                                                                                             | East Bengal (5)                                                                            | Gokulam Kerala (6)                                                                        |
| --- | ----------------------------------------------------------------------------------------------- | --- | ------------------------------------------------------------------------------------------ | ----------------------------------------------------------------------------------------- |
| Alfred Jaryan Léonce Dodoz Zikahi Kareem Omolaja Andrei Ionescu Masih Saighani (A) Yugo Kobayashi (A) | Uroš Poljanec Jean-Michel Joachim Aleksandar Rakić Venyamin Shumeyko (A) Kim Dong-hyeon (A)     | Monday Osagie Dawda Ceesay Willis Plaza Francis Onyeama Hussein El Dor (A) Bektur Talgat Uulu (A)                  | Dudu Omagbemi Eduardo Ferreira Ansumana Kromah Katsumi Yusa (A) Mahmoud Amnah (A)          | Emmanuel Chigozie Daniel Addo Henry Kisekka Musa Mudde Mahmood Al-Ajmi (A) Lê Văn Tân (A) |
| Indian Arrows (0)                                                                                     | Minerva Punjab (6)                                                                              | Mohun Bagan (6) | NEROCA (6)                                                                                 | Shillong Lajong (5)                                                                       |
| Developmental squad                                                                                   | Bazie Armand William Opoku Guy Eric Dano Kassim Aidara Kiran Chemjong (A) Chencho Gyeltshen (A) | Aser Pierrick Dipanda Kingsley Obumneme Akram Moghrabi Bimal Gharti Magar (A) Cameron Watson (A) Yuta Kinowaki (A) | Fabien Vorbe Varney Kallon Felix Chidi Odili Nedo Turković Aryn Williams (A) Nick Ward (A) | Lawrence Doe Saihou Jagne Abdoulaye Koffi Daniel Odafin Oh Joo-ho (A)                     |

Ghi chú: (A) - Cầu thủ AFC

## Kết quả

### Bảng xếp hạng
| VT | Đội                    | ST | T  | H | B  | BT | BB | HS  | Đ  | Giành quyền tham dự hoặc xuống hạng          |
| -- | ---------------------- | -- | -- | - | -- | -- | -- | --- | -- | -------------------------------------------- |
| 1  | Minerva Punjab (C)     | 18 | 11 | 2 | 5  | 24 | 16 | +8  | 35 | Tham gia Vòng loại AFC Champions League 2019 |
| 2  | NEROCA                 | 18 | 9  | 5 | 4  | 20 | 13 | +7  | 32 |                                              |
| 3  | Mohun Bagan            | 18 | 8  | 7 | 3  | 28 | 14 | +14 | 31 |                                              |
| 4  | East Bengal            | 18 | 8  | 7 | 3  | 32 | 19 | +13 | 31 |                                              |
| 5  | Aizawl                 | 18 | 6  | 6 | 6  | 21 | 18 | +3  | 24 |                                              |
| 6  | Shillong Lajong        | 18 | 6  | 4 | 8  | 17 | 25 | −8  | 22 |                                              |
| 7  | Gokulam Kerala         | 18 | 6  | 3 | 9  | 17 | 23 | −6  | 21 |                                              |
| 8  | Chennai City           | 18 | 4  | 7 | 7  | 15 | 24 | −9  | 19 |                                              |
| 9  | Churchill Brothers (R) | 18 | 5  | 2 | 11 | 17 | 28 | −11 | 17 | Xuống hạng I-League 2nd Division 2018-19     |
| 10 | Indian Arrows          | 18 | 4  | 3 | 11 | 13 | 24 | −11 | 15 |                                              |

1. ↑  Indian Arrows thoát khỏi xuống hạng, vì là một đội bóng đang phát triển của AIFF.

### Bảng kết quả
| Nhà \ Khách        | AIZ | CHE | CB  | KEB | IA  | GK  | MP  | MB  | NFC | SHI |
| ------------------ | --- | --- | --- | --- | --- | --- | --- | --- | --- | --- |
| Aizawl             | —   | 2–0 | 1–0 | 0–0 | 3–0 | 3–1 | 2–1 | 1–1 | 1–2 | 0–1 |
| Chennai City       | 1–1 | —   | 3–1 | 1–2 | 0–0 | 0–1 | 2–1 | 0–0 | 0–0 | 0–0 |
| Churchill Brothers | 1–0 | 0–2 | —   | 1–1 | 2–0 | 1–1 | 2–1 | 1–2 | 0–1 | 2–0 |
| East Bengal        | 2–2 | 7–1 | 3–2 | —   | 1–0 | 1–0 | 2–2 | 0–2 | 1–1 | 5–1 |
| Indian Arrows      | 2–2 | 3–0 | 2–1 | 0–2 | —   | 0–2 | 0–2 | 0–2 | 0–2 | 3–0 |
| Gokulam Kerala     | 0–2 | 1–1 | 2–3 | 2–1 | 0–1 | —   | 0–1 | 1–1 | 0–3 | 3–2 |
| Minerva Punjab     | 2–0 | 2–1 | 1–0 | 0–1 | 1–0 | 0–1 | —   | 1–1 | 2–1 | 3–2 |
| Mohun Bagan        | 2–0 | 1–2 | 5–0 | 1–0 | 1–1 | 1–2 | 1–2 | —   | 0–0 | 1–1 |
| NEROCA             | 0–0 | 2–1 | 1–0 | 1–1 | 2–1 | 1–0 | 0–1 | 2–3 | —   | 0–2 |
| Shillong Lajong    | 2–1 | 0–0 | 2–0 | 2–2 | 1–0 | 1–0 | 0–1 | 0–3 | 0–1 | —   |

## Thống kê mùa giải

### Ghi bàn
Tính đến 8 tháng 3 năm 2018
| Thứ hạng | Cầu thủ               | Câu lạc bộ         | Bàn thắng |
| -------- | --------------------- | ------------------ | --------- |
| 1        | Aser Pierrick Dipanda | Mohun Bagan        | 13        |
| 2        | Dudu Omagbemi         | East Bengal        | 8         |
| 3        | Chencho Gyeltshen     | Minerva Punjab     | 7         |
| 3        | Felix Chidi Odili     | NEROCA             | 7         |
| 5        | Katsumi Yusa          | East Bengal        | 6         |
| 6        | Jean-Michel Joachim   | Chennai City       | 5         |
| 6        | William Opoku         | Minerva Punjab     | 5         |
| 8        | Yugo Kobayashi        | Aizawl             | 4         |
| 8        | Mechac Koffi          | Churchill Brothers | 4         |
| 8        | Abhijit Sarkar        | Indian Arrows      | 4         |
| 8        | Subhash Singh         | NEROCA             | 4         |
| 8        | Abdoulaye Koffi       | Shillong Lajong    | 4         |
| 8        | Léonce Dodoz Zikahi   | Aizawl             | 4         |
| 8        | Akram Moghrabi        | Mohun Bagan        | 4         |
| 8        | Henry Kisekka         | Gokulam Kerala     | 4         |

| Thứ hạng | Cầu thủ            | Câu lạc bộ      | Bàn thắng |
| -------- | ------------------ | --------------- | --------- |
| 1        | Abhijit Sarkar     | Indian Arrows   | 4         |
| 1        | Subhash Singh      | NEROCA          | 4         |
| 3        | Laldanmawia Ralte  | East Bengal     | 3         |
| 3        | Bali Gagandeep     | Minerva Punjab  | 3         |
| 3        | Lalkhawpuimawia    | Aizawl          | 3         |
| 3        | Michael Soosairaj  | Chennai City    | 3         |
| 3        | Samuel Lalmuanpuia | Shillong Lajong | 3         |
| 8        | William Lalnunfela | Aizawl          | 2         |
| 8        | Aniket Jadhav      | Indian Arrows   | 2         |
| 8        | Ronald Singh       | NEROCA          | 2         |
| 8        | Redeem Tlang       | Shillong Lajong | 2         |
| 8        | Rahul Praveen      | Indian Arrows   | 2         |
| 8        | Jobby Justin       | East Bengal     | 2         |
| 8        | Sheikh Faiaz       | Mohun Bagan     | 2         |
| 8        | Kivi Zhimomi       | Gokulam Kerala  | 2         |

### Giữ sạch lưới
Tính đến 8 tháng 3 năm 2018
| Thứ hạng | Cầu thủ                | Câu lạc bộ         | Số trận giữ sạch lưới |
| -------- | ---------------------- | ------------------ | --------------------- |
| 1        | Shilton Paul           | Mohun Bagan        | 8                     |
| 2        | Avilash Paul           | Aizawl             | 6                     |
| 3        | Phurba Lachenpa        | Shillong Lajong    | 5                     |
| 3        | Uroš Poljanec          | Chennai City       | 5                     |
| 3        | Bishorjit Singh        | NEROCA             | 5                     |
| 6        | Lalit Thapa            | NEROCA             | 4                     |
| 6        | Rakshit Dagar          | Minerva Punjab     | 4                     |
| 8        | Luis Barreto           | East Bengal        | 3                     |
| 8        | James Kithan           | Churchill Brothers | 3                     |
| 8        | Kiran Chemjong         | Minerva Punjab     | 3                     |
| 11       | Dheeraj Singh          | Indian Arrows      | 2                     |
| 11       | Prabhsukhan Singh Gill | Indian Arrows      | 2                     |
| 11       | Nidhin Lal             | Shillong Lajong    | 2                     |
| 11       | Ubaid C K              | East Bengal        | 2                     |
| 11       | Bilal Husain Khan      | Gokulam Kerala     | 2                     |

## Khán giả

### Khán giả sân nhà trung bình
Tính đến 8 tháng 3 năm 2018
| Đội bóng           | St | Tích lũy | Cao    | Thấp   | Trung bình |
| ------------------ | -- | -------- | ------ | ------ | ---------- |
| NEROCA             | 9  | 192.438  | 35.285 | 11,020 | 21.382     |
| East Bengal        | 9  | 156.295  | 52.951 | 8.692  | 17.366     |
| Mohun Bagan        | 9  | 142.421  | 64.360 | 4.360  | 15.825     |
| Gokulam Kerala     | 9  | 73.177   | 25.841 | 621    | 8.131      |
| Chennai City       | 9  | 73.739   | 14.751 | 3,082  | 8.194      |
| Minerva Punjab     | 9  | 51.627   | 8.243  | 3.845  | 5.736      |
| Shillong Lajong    | 9  | 49,086   | 7.880  | 3.000  | 5.454      |
| Aizawl             | 9  | 38.297   | 7.280  | 2.800  | 4.256      |
| Indian Arrows      | 9  | 29.300   | 5.563  | 218    | 3.256      |
| Churchill Brothers | 9  | 26.285   | 3.437  | 2.400  | 2.921      |
| Total              | 90 | 832.665  | 64.360 | 218    | 10.280     |

### Khán giả nhiều nhất
| Thứ hạng | Đội nhà        | Tỉ số | Đội khách      | Khán giả | Ngày                 | Sân vận động                     |
| -------- | -------------- | ----- | -------------- | -------- | -------------------- | -------------------------------- |
| 1        | Mohun Bagan    | 1–0   | East Bengal    | 64.360   | 3 tháng 12 năm 2017  | Sân vận động Salt Lake           |
| 2        | East Bengal    | 0–2   | Mohun Bagan    | 52.951   | 21 tháng 1 năm 2018  | Sân vận động Salt Lake           |
| 3        | NEROCA         | 2–1   | Indian Arrows  | 35.285   | 5 tháng 1 năm 2018   | Sân vận động chính Khuman Lampak |
| 4        | NEROCA         | 1–1   | East Bengal    | 28.243   | 30 tháng 12 năm 2017 | Sân vận động chính Khuman Lampak |
| 5        | NEROCA         | 2–1   | Chennai City   | 27.633   | 15 tháng 12 năm 2017 | Sân vận động chính Khuman Lampak |
| 6        | East Bengal    | 1–1   | NEROCA         | 26.900   | 8 tháng 3 năm 2018   | Sân vận động Salt Lake           |
| 7        | Gokulam Kerala | 1–1   | Chennai City   | 25.841   | 4 tháng 12 năm 2017  | Sân vận động EMS                 |
| 8        | NEROCA         | 0–0   | Aizawl         | 20.345   | 10 tháng 2 năm 2018  | Sân vận động chính Khuman Lampak |
| 9        | Mohun Bagan    | 1–2   | Chennai City   | 18.316   | 2 tháng 1 năm 2018   | Mohun Bagan Ground               |
| 10       | NEROCA         | 1–0   | Gokulam Kerala | 17.300   | 4 tháng 2 năm 2018   | Sân vận động chính Khuman Lampak |

## Giải thưởng

### Cầu thủ xuất sắc nhất trận đấu
| Trận    | Cầu thủ xuất sắc nhất trận | Cầu thủ xuất sắc nhất trận | Trận    | Cầu thủ xuất sắc nhất trận | Cầu thủ xuất sắc nhất trận | Trận    | Cầu thủ xuất sắc nhất trận | Cầu thủ xuất sắc nhất trận |
| Trận    | Cầu thủ                    | Câu lạc bộ                 | Trận    | Cầu thủ                    | Câu lạc bộ                 | Trận    | Cầu thủ                    | Câu lạc bộ                 |
| ------- | -------------------------- | -------------------------- | ------- | -------------------------- | -------------------------- | ------- | -------------------------- | -------------------------- |
| Trận 1  | Sony Norde                 | Mohun Bagan                | Trận 31 | Mahmoud Amnah              | East Bengal                | Trận 61 | Akram Moghrabi             | Mohun Bagan                |
| Trận 2  | Alen Deory                 | Shillong Lajong            | Trận 32 | Murilo de Almeida          | Chennai City               | Trận 62 | Varney Kallon              | NEROCA                     |
| Trận 3  | Katsumi Yusa               | East Bengal                | Trận 33 | Subhash Singh              | NEROCA                     | Trận 63 | Prabhsukhan Singh Gill     | Indian Arrows              |
| Trận 4  | Aniket Jadhav              | Indian Arrows              | Trận 34 | Uroš Poljanec              | Chennai City               | Trận 64 | Monday Osagie              | Churchill Brothers         |
| Trận 5  | Chencho Gyeltshen          | Minerva Punjab             | Trận 35 | Bali Gagandeep             | Minerva Punjab             | Trận 65 | Bali Gagandeep             | Minerva Punjab             |
| Trận 6  | Hardy Nongbri              | Shillong Lajong            | Trận 36 | Aser Pierrick Dipanda      | Mohun Bagan                | Trận 66 | Jean-Michel Joachim        | Chennai City               |
| Trận 7  | Kingsley Obumneme          | Mohun Bagan                | Trận 37 | Abdoulaye Koffi            | Shillong Lajong            | Trận 67 | Lalram Hmunmawia           | Aizawl                     |
| Trận 8  | Nikhil Bernard             | Gokulam Kerala             | Trận 38 | Mechac Koffi               | Churchill Brothers         | Trận 68 | Anwar Ali                  | Indian Arrows              |
| Trận 9  | William Opoku              | Minerva Punjab             | Trận 39 | Michael Soosairaj          | Chennai City               | Trận 69 | Venyamin Shumeyko          | Chennai City               |
| Trận 10 | Felix Chidi Odili          | NEROCA                     | Trận 40 | Chencho Gyeltshen          | Minerva Punjab             | Trận 70 | Aser Pierrick Dipanda      | Mohun Bagan                |
| Trận 11 | Laldanmawia Ralte          | East Bengal                | Trận 41 | Abhijit Sarkar             | Indian Arrows              | Trận 71 | Mahmoud Amnah              | East Bengal                |
| Trận 12 | Aser Pierrick Dipanda      | Mohun Bagan                | Trận 42 | David Lalrinmuana          | Aizawl                     | Trận 72 | Varney Kallon              | NEROCA                     |
| Trận 13 | Kassim Aidara              | Minerva Punjab             | Trận 43 | Rakshit Dagar              | Minerva Punjab             | Trận 73 | Edmund Lalrindika          | Indian Arrows              |
| Trận 14 | Masih Saighani             | Aizawl                     | Trận 44 | Ogba Kalu Nnanna           | Churchill Brothers         | Trận 74 | Bilal Husain Khan          | Gokulam Kerala             |
| Trận 15 | Sheikh Faiaz               | Mohun Bagan                | Trận 45 | Avilash Paul               | Aizawl                     | Trận 75 | Michael Soosairaj          | Chennai City               |
| Trận 16 | Lalit Thapa                | NEROCA                     | Trận 46 | Varney Kallon              | NEROCA                     | Trận 76 | Subhash Singh              | NEROCA                     |
| Trận 17 | James Kithan               | Churchill Brothers         | Trận 47 | Monday Osagie              | Churchill Brothers         | Trận 77 | Saihou Jagne               | Shillong Lajong            |
| Trận 18 | Redeem Tlang               | Shillong Lajong            | Trận 48 | Felix Chidi Odili          | NEROCA                     | Trận 78 | Henry Kisekka              | Gokulam Kerala             |
| Trận 19 | Dheeraj Singh Moirangthem  | Indian Arrows              | Trận 49 | Santu Singh                | Gokulam Kerala             | Trận 79 | Lalkhawpuimawia            | Aizawl                     |
| Trận 20 | Rana Gharami               | Mohun Bagan                | Trận 50 | Aser Pierrick Dipanda      | Mohun Bagan                | Trận 80 | Dudu Omagbemi              | East Bengal                |
| Trận 21 | Jean-Michel Joachim        | Chennai City               | Trận 51 | Prabhsukhan Singh Gill     | Indian Arrows              | Trận 81 | Arjun Jayaraj              | Gokulam Kerala             |
| Trận 22 | Daniel Addo                | Gokulam Kerala             | Trận 52 | Abdoulaye Koffi            | Shillong Lajong            | Trận 82 | Guy Eric Dano              | Minerva Punjab             |
| Trận 23 | Uroš Poljanec              | Chennai City               | Trận 53 | Leonce Dodoz Zikahi        | Aizawl                     | Trận 83 | Aser Pierrick Dipanda      | Mohun Bagan                |
| Trận 24 | Phurba Lachenpa            | Shillong Lajong            | Trận 54 | Chencho Gyeltshen          | Minerva Punjab             | Trận 84 | Leonce Dodoz Zikahi        | Aizawl                     |
| Trận 25 | Jitendra Singh             | Indian Arrows              | Trận 55 | Prabhsukhan Singh Gill     | Indian Arrows              | Trận 85 | Michael Soosairaj          | Chennai City               |
| Trận 26 | Leonce Dodoz Zikahi        | Aizawl                     | Trận 56 | Mahmood Al-Ajmi            | Gokulam Kerala             | Trận 86 | Nikhil Kadam               | Mohun Bagan                |
| Trận 27 | Mohammed Rafique           | East Bengal                | Trận 57 | Kiran Chemjong             | Minerva Punjab             | Trận 87 | Nidhin Lal                 | Shillong Lajong            |
| Trận 28 | Dheeraj Singh Moirangthem  | Indian Arrows              | Trận 58 | Felix Chidi Odili          | NEROCA                     | Trận 88 | Nikhil Bernard             | Gokulam Kerala             |
| Trận 29 | Eduardo Ferreira           | East Bengal                | Trận 59 | Wayne Vaz                  | Churchill Brothers         | Trận 89 | Ricardo Cardozo            | Churchill Brothers         |
| Trận 30 | Andrei Ionescu             | Aizawl                     | Trận 60 | Michael Soosairaj          | Chennai City               | Trận 90 | Lalit Thapa                | NEROCA                     |

### Giải thưởng mùa giải
Các giải thưởng của I-League 2017–18 được công bố vào ngày 22 tháng 3.
| Giải thưởng                                                    | Người nhận                           |
| -------------------------------------------------------------- | ------------------------------------ |
| Thủ môn xuất sắc nhất                                          | Shilton Paul (Mohun Bagan)           |
| Giải thưởng Jarnail Singh cho Hậu vệ xuất sắc nhất             | Varney Kallon (NEROCA)               |
| Tiền vệ xuất sắc nhất                                          | Michael Soosairaj (Chennai City FC)  |
| Tiền đạo xuất sắc nhất                                         | Chencho Gyeltshen (Minerva Punjab)   |
| Ghi bàn nhiều nhất                                             | Aser Pierrick Dipanda (Mohun Bagan)  |
| Cầu thủ trẻ triển vọng nhất (U-22)                             | Samuel Lalmuanpuia (Shillong Lajong) |
| Giải thưởng Syed Abdul Rahim cho Huấn luyện viên xuất sắc nhất | Gift Raikhan (NEROCA)                |
| Tổ chức xuất sắc nhất                                          | NEROCA                               |
| Giải thưởng Fairplay                                           | NEROCA                               |